# Los Toldos (Buenos Aires)
Pour les articles homonymes, voir Los Toldos.
Los Toldos est une ville d'Argentine et une gare ferroviaire du nord-ouest de la province de Buenos Aires. C'est le chef-lieu du partido de General Viamonte. Il y a un usage hésitant sur le nom de cette ville, qui a été appelée comme le partido, du nom du général Juan José Viamonte, mais cet usage qui est attesté jusque dans certains documents officiels n'est pas conforme à la législation en vigueur, qui a confirmé le nom de Los Toldos en 1985 dans la Legislatura Provincial par la loi Nº 16282.
L'économie est principalement d'agriculture et d'élevage ovin.
Elle est connue pour être le lieu de naissance d'Eva Duarte, épouse du président Juan Perón.

## Lesmapuches
Il y a là une importante colonie d'aborigènes mapuches, en cours de transculturización : ils ne participent plus aux rogativas (rogations, cérémonies propitiatoires traditionnelles), élément important d'identification des autres communautés mapuches en Argentine. Ils gardent jalousement leur langue originelle, malgré l'absence d'enseignement en cet idiome.

## Curiosités touristiques
On signale entre autres :
- Parc balnéaire municipal
- Le "Carnaval de Los Toldos"
- La Laguna La Azotea o Rehue
- La maison de María Eva Duarte,
- Le monastère bénédictin Santa María de Los Toldos,
- Le Monument à l'Indio,
- La Place Bernardino Rivadavia,
- L'église Nuestra Señora del Pilar,
- Le monastère Hermanas de la Santa Cruz,
- Le Musée des Arts et de l'Histoire de Los Toldos,
- L'Aéroclub General Viamonte
- Le centre d'Educación Especial Nº 501,